# INSL5
INSL5 (англ. Insulin like 5) – білок, який кодується однойменним геном, розташованим у людей на короткому плечі 1-ї хромосоми.  Довжина поліпептидного ланцюга білка становить 135 амінокислот, а молекулярна маса — 15 333.
| 10         |  | 20         |  | 30         |  | 40         |  | 50         |
| ---------- |  | ---------- |  | ---------- |  | ---------- |  | ---------- |
| MKGSIFTLFL |  | FSVLFAISEV |  | RSKESVRLCG |  | LEYIRTVIYI |  | CASSRWRRHQ |
| EGIPQAQQAE |  | TGNSFQLPHK |  | REFSEENPAQ |  | NLPKVDASGE |  | DRLWGGQMPT |
| EELWKSKKHS |  | VMSRQDLQTL |  | CCTDGCSMTD |  | LSALC      |  |            |

A: Аланін

C: Цистеїн

D: Аспарагінова кислота

E: Глутамінова кислота

F: Фенілаланін

G: Гліцин

H: Гістидин

I: Ізолейцин

K: Лізин

L: Лейцин

M: Метіонін

N: Аспарагін

P: Пролін

Q: Глутамін

R: Аргінін

S: Серин

T: Треонін

V: Валін

W: Триптофан

Кодований геном білок за функцією належить до гормонів. 
Задіяний у такому біологічному процесі як поліморфізм. 
Секретований назовні.